# Saona y Loira
Saona y Loira (71; en francés, Saône-et-Loire) es un departamento francés situado en la región de Borgoña. Su nombre lleva los nombres de los ríos Saona y Loira.
La mayor ciudad en el departamento es Chalon-sur-Saône pero la prefectura es Mâcon, una ciudad de menor población.

## Historia

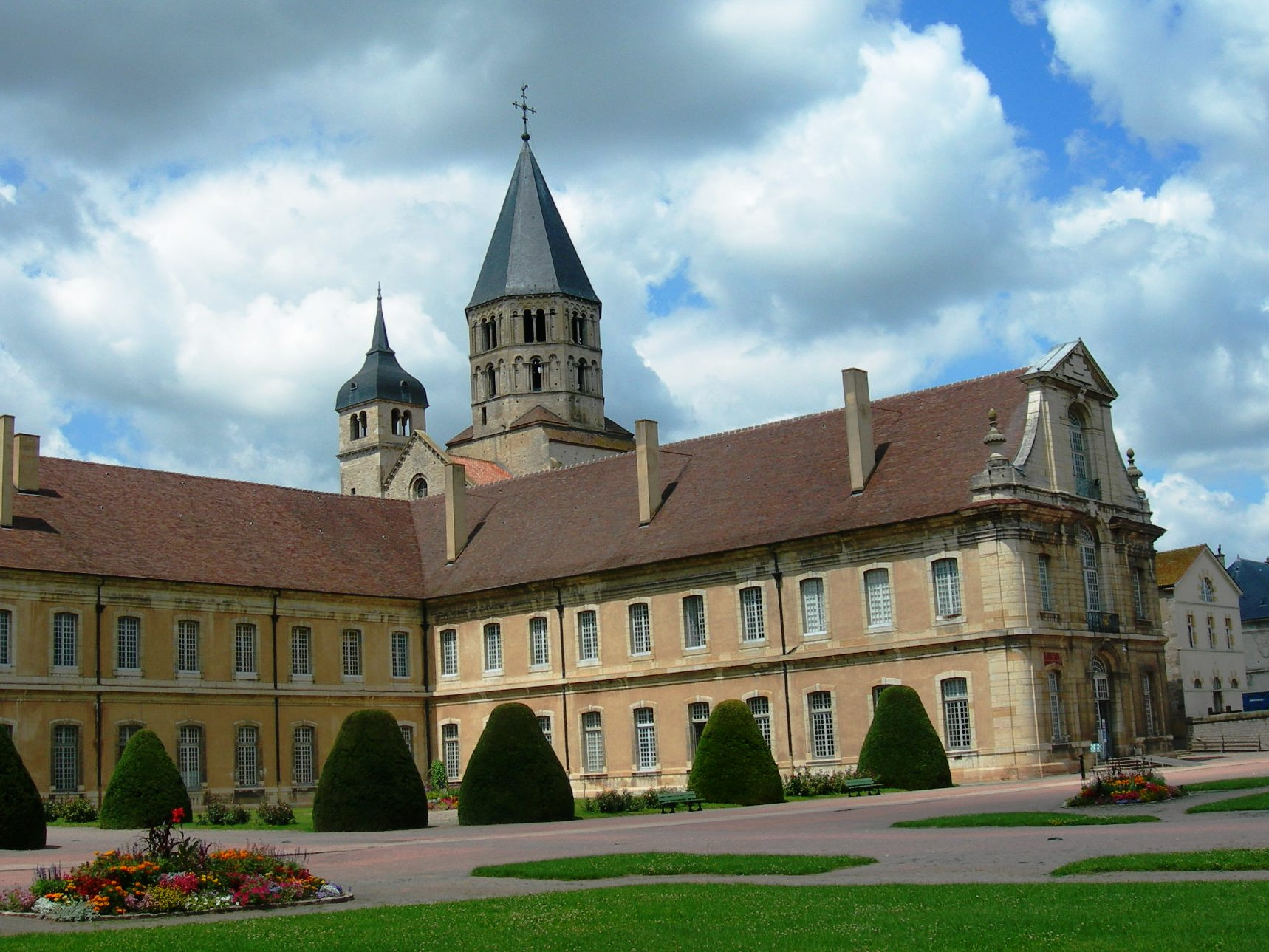
Abadía de Cluny.

Saona y Loira es uno de los 83 departamentos originales creados el 4 de marzo de 1790, durante la Revolución francesa; se nombró a Mâcon como su capital. Fue creado con la parte meridional de la antigua provincia de Borgoña; por esto, el departamento también es conocido, especialmente para la promoción turística, como "Borgoña del Sur" (del francés: Bourgogne du Sud).
El nuevo departamento fue dividido en siete distritos: Autun, Bourbon-Lancy, Chalon-sur-Saône, Charolles, Louhans, Mâcon y Semur-en-Brionnais. Ese mismo año, el nombre del distrito Semur-en-Brionnais fue cambiado a Marcigny.
Cuando en 1800 se crearon los arrondissements, el número de distritos fue reducido a cinco: Mâcon, Autun, Chalon-sur-Saône, Charolles y Louhans.
Luego de la Batalla de Waterloo (18 de junio de 1815), el territorio del departamento estuvo ocupado por el ejército austríaco desde junio de 1815 hasta noviembre de 1818.
El 10 de septiembre de 1926 se eliminó el distrito de Louhans pero en 1942 fue restaurado.

## Geografía

Mapa de Saona y Loira.

Saona y Loira es parte de la región de Borgoña. Tiene una superficie de 8574,7 km², el séptimo departamento francés en tamaño.
El departamento colinda con 4 regiones y 7 departamentos:
- Borgoña
  - Côte-d'Or (norte)
  - Nièvre (noroeste)
- Franco Condado (Franche-Comté)
  - Jura (este)
- Ródano-Alpes (Rhône-Alpes)
  - Ain (sureste)
  - Ródano (sur)
  - Loira (suroeste)
- Auvernia
  - Allier (oeste)

| Noroeste: Nièvre | Norte: Côte-d'Or |              |
| Oeste: Allier    |                  | Este: Jura   |
| Suroeste: Loira  | Sur: Ródano      | Sureste: Ain |

Hay cinco regiones naturales en el departamento:
1. Autunois, hacia el noroeste; es la región próxima a la ciudad de Autun.
2. Charolais, hacia el suroeste y alrededor de la comuna de Charolles.
3. Chalonnais, hacia el norte con Chalon-sur-Saône como la principal ciudad.
4. Mâconnais, hacia el sur y alrededor de la ciudad de Mâcon.
5. Bresse, al este del río Saona con Louhans como ciudad principal.

Entre el Autunois y el Charolais se encuentra la región minera llamada cuenca del Creusot-Montceau-Blanzy donde se producía abundante acero; la actividad minera ha ido disminuyendo, cerrándose las minas de carbón de Montceau-les-Mines en el año 2000 y las antiguas fábricas de acero se han cerrado en su mayoría.
Los principales ríos en el departamento son el río Loira, que constituye la mayor parte de la frontera occidental del departamento y que fluye hacia el norte, desembocando en el océano Atlántico; y el río Saona, en la parte oriental del departamento y que fluye hacia el sur, uniéndose al Ródano en Lyon.

### Clima
El clima, según la clasificación climática de Köppen, en Charnay-lès-Mâcon es del tipo clima oceánico (Cfb).
La temperatural anual promedio en Charnay-lès-Mâcon, al oeste de Mâcon y donde se localiza el aeropuerto local, es 11,7 °C. El mes más cálido, en promedio, es julio con una temperatura promedio de 21,1 °C y el más frío es enero con una temperatura promedio de 2,8 °C.
El total anual promedio de precipitación en Charnay-lès-Mâcon es 886,1 mm. El mes con la mayor precipitación promedio es octubre con 96,5 mm y el mes de menor precipitación promedio es agosto con 50,8 mm.

## Administración
El Consejo General de Saona y Loira, con sede en Mâcon, es la asamblea deliberante del departamento, el cual es parte de la región de Borgoña.

### Divisiones administrativas
Hay cinco distritos (arrondissements), 57 cantones y 573 comunas en Saona y Loira.
| Distrito         | Capital          | Población (2012) | Área (km²) | Densidad (hab./km²) | Cantones | Comunas |
| ---------------- | ---------------- | ---------------- | ---------- | ------------------- | -------- | ------- |
| Autun            | Autun            | 87.762           | 1900,3     | 46,2                | 11       | 83      |
| Chalon-sur-Saône | Chalon-sur-Saône | 198.990          | 1726,0     | 115,3               | 15       | 151     |
| Charolles        | Charolles        | 100.095          | 2500,3     | 40                  | 13       | 136     |
| Louhans          | Louhans          | 55.388           | 1248,5     | 44,4                | 8        | 79      |
| Mâcon            | Mâcon            | 112.804          | 1199,6     | 94                  | 10       | 124     |
| Total            |                  | 555.039          | 8574,7     | 64,7                | 57       | 573     |

## Población
Los habitantes de Saona y Loira se denominan en idioma francés Saône-et-Loiriens y Saône-et-Loiriennes.
La población total de Saona y Loira en 2012 fue de 555.039, el departamento de Borgoña con más habitantes; la densidad poblacional es de 64,7. El distrito de Chalon-sur-Saône, con 198.990 habitantes, es el distrito más poblado del departamento.
Las 10 principales ciudades del departamento son:
| Ciudad             | Población (2012) | Distrito         |
| ------------------ | ---------------- | ---------------- |
| Chalon-sur-Saône   | 44.564           | Chalon-sur-Saône |
| Mâcon              | 32.917           | Mâcon            |
| Le Creusot         | 22.574           | Autun            |
| Montceau-les-Mines | 18.956           | Chalon-sur-Saône |
| Autun              | 14.124           | Autun            |
| Paray-le-Monial    | 9.029            | Charolles        |
| Saint-Vallier      | 8.900            | Chalon-sur-Saône |
| Digoin             | 8.119            | Charolles        |
| Gueugnon           | 7.367            | Charolles        |
| Charnay-lès-Mâcon  | 6.874            | Mâcon            |

## Galería

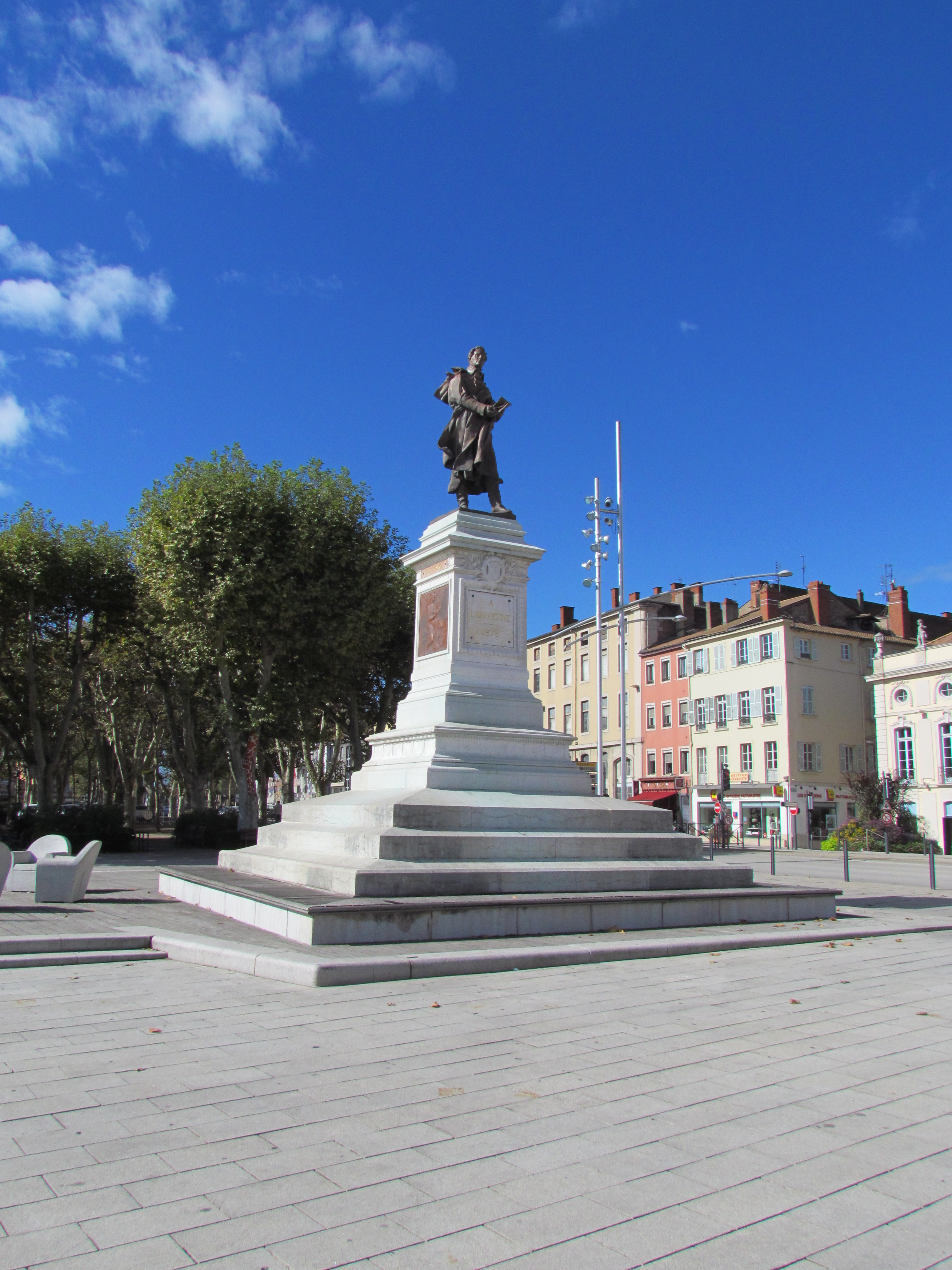
Estatua de Lamartine en Mâcon.
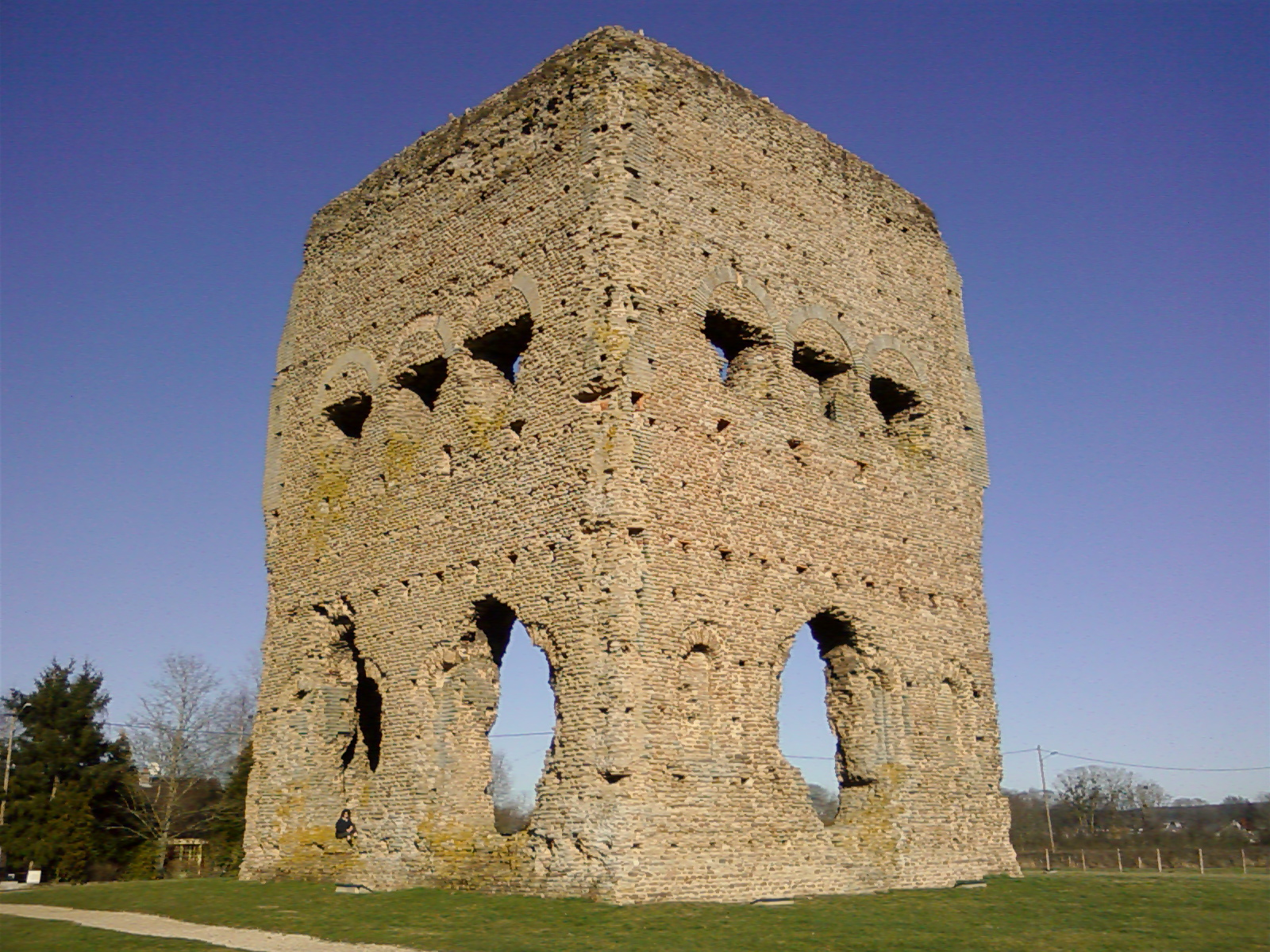
Templo de Jano en Autun
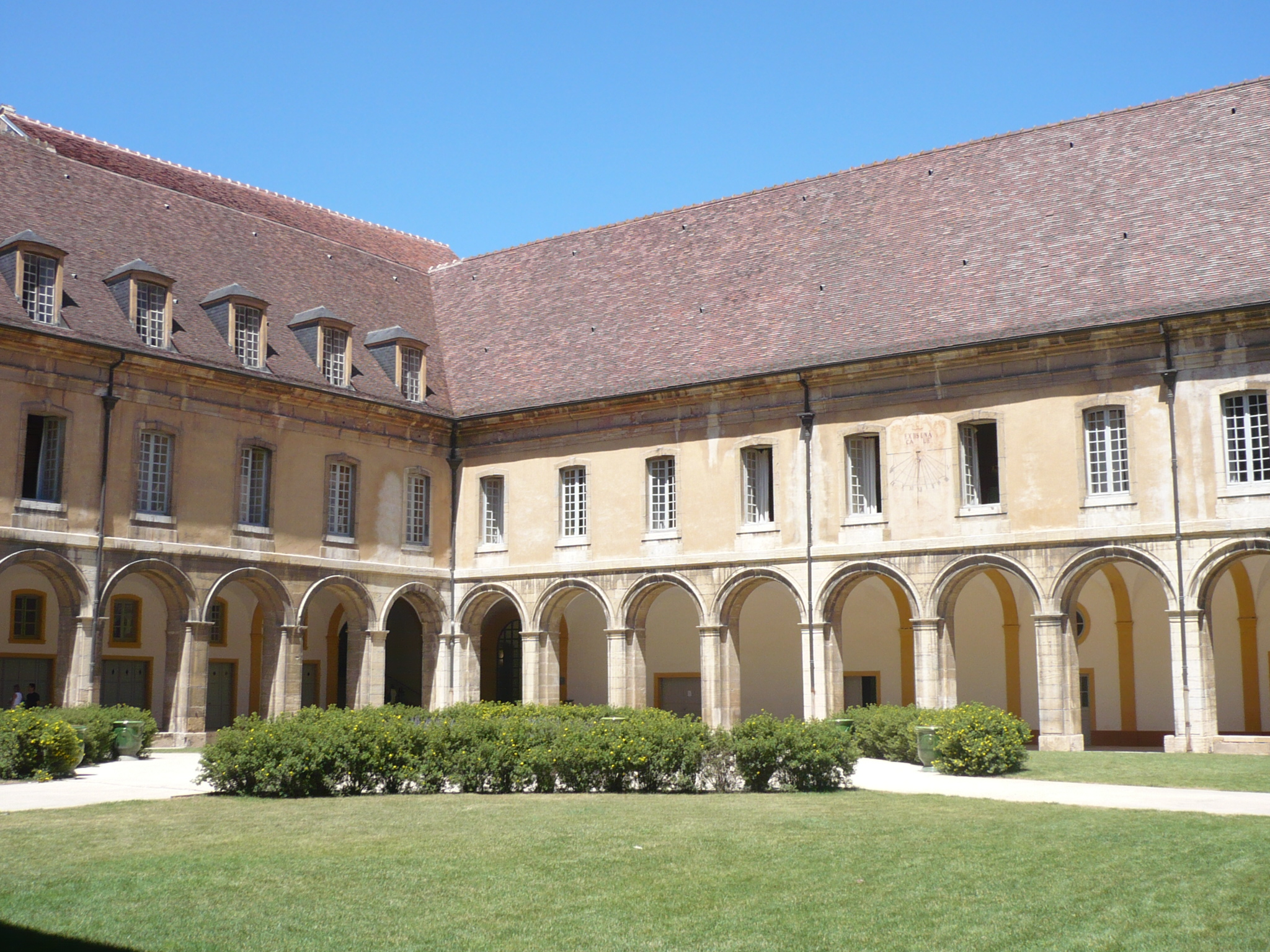
Abadía de Cluny.
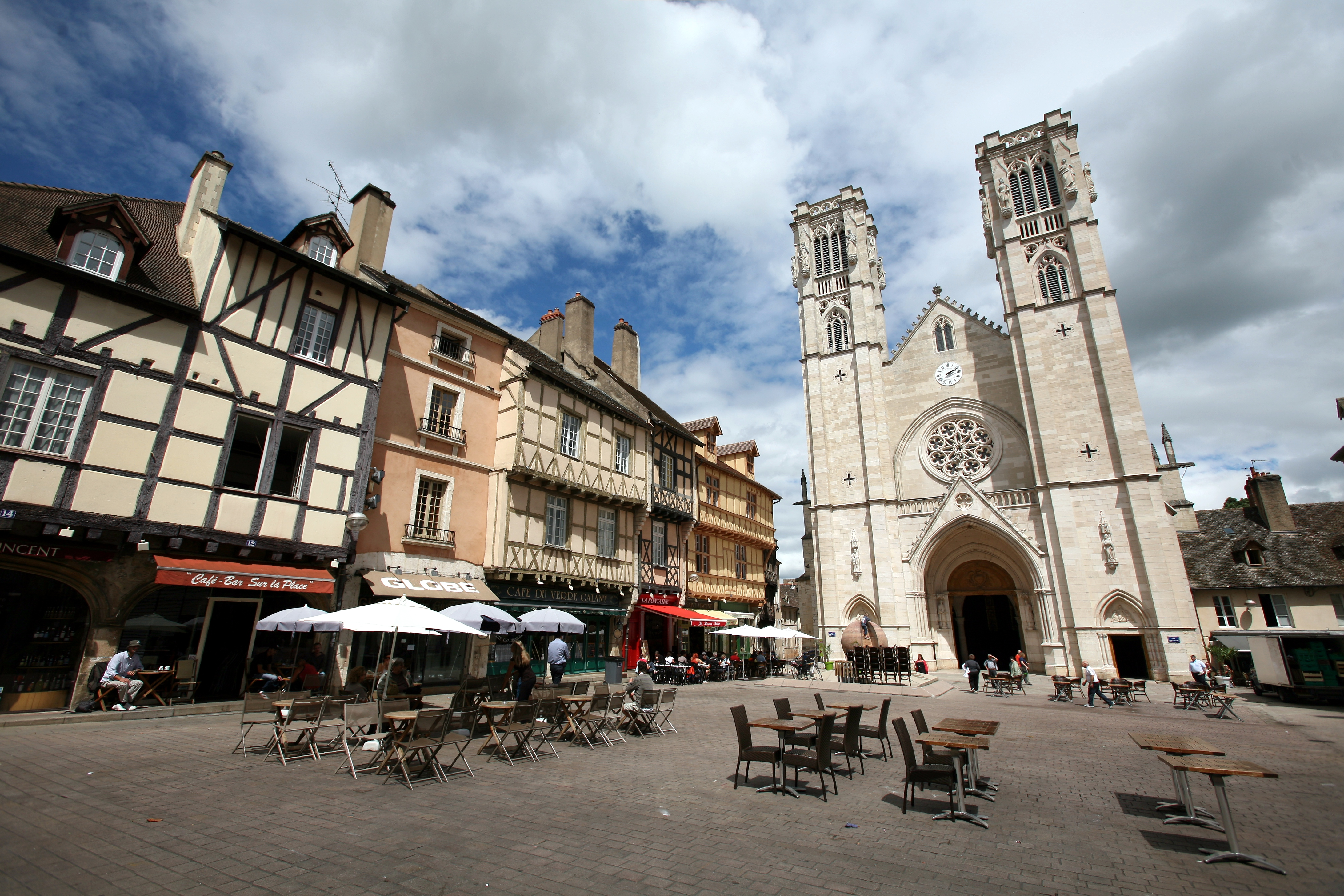
Chalon-sur-Saône.